# 北海学園大学の人物一覧
北海学園大学の人物一覧（ほっかいがくえんだいがくのじんぶついちらん）は、北海学園大学に関係する人物の一覧記事。

## 著名な教員

### 歴代学長
- 初代 ：上原轍三郎　-　農業経済学者・教育者・学校法人北海学園理事長　1952年 ‐ 1968年
- 第2代：高倉新一郎　-　農業経済学者・歴史学者　1968年 ‐ 1980年
- 第3代：大和哲夫　-　法学者　1980年 ‐ 1984年
- 第4代：田中修　-　経済学者　1984年 ‐ 1992年
- 第5代：坂上孝幸　-　土木工学者　1992年 ‐ 1996年
- 第6代：柴田義人　-　経済学者　1996年 - 1996年
- 第7代：熊本信夫　-　法学者・弁護士　1996年 ‐ 2005年
- 第8代：朝倉利光　-　工学者（光学）　2005年 ‐ 2011年
- 第9代：木村和範　-　経済学者・統計学者　2011年 ‐ 2017年
- 第10代：安酸敏眞　-　宗教学者　2017年　-　2023年
- 第11代：森下宏美　-　経済学者　2023年　-

### 現職専任教員

#### 経済学部
- 石井健 - 経済学科教授
- 田中仁史 - 経済学科准教授
- 逸見宜義 - 経済学科教授
- 森下宏美 - 経済学科教授
- 濱田武士 - 地域経済学科教授
- 平野研 - 地域経済学科教授
- 古林英一 - 地域経済学科教授

#### 経営学部
- 大平義隆 - 経営学科教授

#### 法学部
- 神元隆賢 - 法律学科教授
- 草間秀樹 - 法律学科教授
- 館田晶子 - 法律学科教授
- 加藤信行 - 政治学科教授
- 谷本陽一 - 政治学科教授
- 福士明 - 政治学科教授
- 松戸清裕 - 政治学科教授
- 若月秀和 - 政治学科教授

#### 人文学部
- 大谷通順 - 日本文化学科教授
- 片岡耕平 - 日本文化学科准教授
- 郡司淳 - 日本文化学科教授
- 田中綾 - 日本文化学科教授
- テレングト・アイトル - 日本文化学科教授
- 小柳敦史 - 英米文化学科准教授
- 佐藤貴史 - 英米文化学科教授

#### 工学部
- 米田浩志 - 工学部建築学科教授
- 魚住純 - 工学部電子情報工学科
- 越前谷博 - 工学部生命工学科教授
- 鈴木聡士 - 工学部生命工学科教授

#### 大学院法学研究科（元法務研究科）
- 大塚龍児（商法）
- 大西有二（行政法・地方自治法）
- 岡田信弘（憲法）
- 稗貫俊文（知的財産法・法学部兼担）
- 松久三四彦（民法）
- 丸山治（刑法・法学部兼担）
- 矢吹徹雄（倒産法・実務演習・研究科長）
- 矢村宏（刑事訴訟法）

## 元教職員

### 経済学部
- 奥田仁

### 経営学部
- 石井耕
- 澤野雅彦

### 法学部
- 佐藤克廣

### 人文学部
- 中川かず子

### 工学部
- 上浦正樹
- 岡崎敦男
- 桜井修次
- 真柄祥吾
- 山ノ井髙洋

## 著名な出身者

### 政治
- 相原久美子 - 元参議院議員、全日本自治団体労働組合中央執行委員組織局次長
- 長内順一 - 元衆議院議員、元札幌市議会議員、サイバー大学客員教授
- 信田邦雄 - 元参議院議員、北海道農民連盟本部委員長
- 高木繁光 - 元北海道議会議員、元財団法人日本消防協会会長
- 中村裕之 - 農林水産副大臣、衆議院議員、元北海道議会議員
- 船橋利実 - 参議院議員、元衆議院議員、元北海道議会議員
- 池部彰 - 南富良野町長
- 上野正三 - 北広島市長
- 遠藤桂一 - 平取町長
- 斉藤繁 - 上富良野町長
- 佐々木修一 - 遠軽町長
- 辻直孝 - 北見市長

### 行政
- 佐藤嘉大 - 元北海道教育委員会教育長
- 宮本邦彦 - 元警視庁警部

### 経済
- 伊藤博之 - クリプトン・フューチャー・メディア創業者・代表取締役社長、京都情報大学院大学教授、「初音ミク」の生みの親
- 岩渕宣昌 - ミサワホーム北海道元代表取締役会長・ミサワホームイング北海道NA株式会社取締役・ミサワホームイング北海道株式会社取締役
- 木村輝美 - ロジネットジャパン創業者・代表取締役社長・札幌通運元代表取締役社長
- 工藤浩 - ハドソン元代表取締役社長
- 小西政秀 - 北武グループ 代表、北武フーズ代表取締役社長、北武総業代表取締役社長、北英建設相談役
- 菅林直樹 - 新日本プロレスリング代表取締役会長
- 関寛 - 中道リース代表取締役社長
- 名塩良一郎 - ナシオ代表取締役会長
- 中村和雄 - 税理士、元キャピタルシンク代表取締役社長
- 七尾エレナ - プリンシパル代表取締役
- 似鳥昭雄 - ニトリホールディングス創業者・代表取締役会長、ニトリ創業者、日本チェーンストア協会副会長
- 丹羽祐而 - 元クリエイティヴ・コア代表取締役社長、元札幌市教育委員会教育委員長、元日本PTA全国協議会副会長
- 水元尚也 - オホーツクビール創業者・代表取締役初代社長、元水元建設代表取締役社長
- 村上亮 - ジャックス (信販)代表取締役社長 COO
- 用名浩之 - 王子ネピア代表取締役社長

### 法曹
- 石田明義 - 弁護士
- 上口利男 - 弁護士
- 越前屋民雄 - 弁護士
- 牧口準市 - 弁護士

### 教育・研究
- 阿座上洋吉 - 経営学者、北海学園北見大学名誉教授
- 池田粂男 - 法学者、元北海学園大学名誉教授
- 稲葉佳江 - 看護学者、札幌医科大学名誉教授、元旭川医科大学医学部教授、元札幌保健医療大学学長
- 越前谷博 - 工学者、北海学園大学工学部教授
- 太田誠 - 理学療法学者、日本医療大学学長
- 小野一 - 政治学者。工学院大学教授
- 紙屋克子 - 看護学者、筑波大学名誉教授
- 金山剛 - 法学者、税理士、元札幌学院大学法学部教授
- 葛原和三 - 歴史学者、軍事史研究家、元防衛大学校教授
- 北原次郎太 - 文化人類学者、北海道大学准教授
- 亀野淳 - 教育学、北海道大学准教授
- 郡司淳 - 歴史学者、北海学園大学人文学部教授
- 小田清 - 経済学者、北海学園大学名誉教授
- 桜井修次 - 工学者、北海学園大学名誉教授
- 佐々木哲之 - 建築家、星槎道都大学教授
- 佐藤郁夫 - 経営学者、札幌大学経営学部名誉教授
- 浄土渉 - 経済学者、東京経済大学経済学部教授
- 鈴木聡士 - 工学者、北海学園大学工学部教授
- 谷口牧子 - 法学者、旭川工業高等専門学校教授
- 田中綾 - 文学者、北海学園大学人文学部教授
- 堂徳将人 - 教育学者、北海商科大学学長
- 平山崇 - 日本語教育学者
- 平野研 (経済学者)
- 森本正夫 - 経済学者、学校法人北海学園理事長、日本私立大学協会副会長

### 文学
- 河崎秋子 - 小説家、直木賞作家
- 川澄浩平 - ミステリ作家
- 佐々木丸美 - 小説家
- 嶋戸悠祐 - 小説家
- 成田智志 - 作家
- 森久美子 - 作家、エッセイスト
- すぎむらしんいち – 漫画家
- 伊佐良紫築 - 小説家
- 山田航 - 歌人
- 酒井聡平-作家、新聞記者

### 芸能・芸術
- 阿部典英 - 芸術家
- 彩木雅夫 - 作曲家
- 飯野智行 - ローカルタレント
- 伊東剛 - 写真家、ボストン大学客員教授
- 江田由紀浩 - 舞台演劇俳優
- 鈴井貴之 - 俳優、タレント、映画監督、CREATIVE OFFICE CUE代表取締役会長
- 森崎博之 - 俳優、タレント、CREATIVE OFFICE CUE所属・劇団TEAM NACS主宰
- 安田顕 - 俳優、タレントCREATIVE OFFICE CUE所属・劇団TEAM NACSメンバー
- 戸次重幸 - 俳優、タレント、CREATIVE OFFICE CUE所属・劇団TEAM NACSメンバー
- 大泉洋 - 俳優、タレント、CREATIVE OFFICE CUE所属・劇団TEAM NACSメンバー
- 音尾琢真 - 俳優、タレント、CREATIVE OFFICE CUE所属・劇団TEAM NACSメンバー
- 加藤哉子 - 歌手
- 菊地日出男 - 画家、写真家、居酒屋「いろはにほへと」の創業者
- ジャンボ秀克 - ローカルタレント、フリーアナウンサー
- 柴田三雄 - フォトジャーナリスト
- 清水友陽 - 劇作家。演出家。ナレーター
- 蔦谷好位置 - 音楽プロデューサー
- はぎのみほ - 美術家
- Fuga (ヒューマンビートボクサー)
- 細坪基佳 - フォークシンガー、ふきのとう
- 山木康世 - フォークシンガー、ふきのとう
- 安田優子 - ローカルタレント
- 長谷川雄一 - THE TON-UP MOTORSリーダー、ベース
- 工藤忠幸 - シンガーソングライター
- 丸谷マナブ - 作詞家、作曲家
- サワグチカズヒコ - 作曲家
- 竹原和宏 - お笑い芸人、ジンギスキャン
- 小澤徹也 - お笑い芸人、つちふまズ
- 瀧原光 - 歌手、俳優、タレント、CREATIVE OFFICE CUE所属・NORDメンバー

### スポーツ
- 石橋貴俊 - 元バスケットボール選手（B3リーグ・東京八王子ビートレインズコーチ）
- 山瀬功治 - サッカー選手（Jリーグ・愛媛FC）
- 川越誠司 - プロ野球選手（日本プロ野球・中日ドラゴンズ）
- 鈴木大和 - プロ野球選手（日本プロ野球・読売ジャイアンツ）
- 宿谷涼太郎 - カーリング選手（TM軽井沢）
- 平川敦 - 高校野球指導者

### 放送・出版・マスコミ・ジャーナリズム
- 青山千景 - フリーアナウンサー
- 石川和男 - 作家、税理士、時間管理コンサルタント
- 石橋美希 - 岩手めんこいテレビアナウンサー
- 大小田八尋 - 軍事評論家、ノンフィクション作家

- 佐藤のりゆき - ジャーナリスト、元HBCアナウンサー、元北海道大学客員教授
- 清水幹夫 - 元NHK、STVアナウンサー
- 鈴木淳一 - フリーアナウンサー、元HTBアナウンサー
- 鶴蒔靖夫 - 出版社経営、元記者、ラジオパーソナリティ、評論家
- 照井資規 - ジャーナリスト
- 中川尚 - 元UHB報道記者、元キャスター
- 原口一也 - フリーライター、編集者
- 濱本りか - フリーアナウンサー、元文化放送アナウンサー
- 水野悠希 - フリーアナウンサー、元UHBアナウンサー
- 村上安昌 - STVプロデューサー
- 森基誉則 -ラジオDJ、テレビ司会者、フリーライター
- 森理恵 - HBCアナウンサー
- 森田真奈美 - フリーアナウンサー、元HBCアナウンサー
- 山口英里子 - フリーアナウンサー、元UHB報道記者、元キャスター
- 向田陽一 - 元UHB報道記者、みんなのテレビ解説キャスター
- 山田コンペー - 元ラジオレポーター、コラムニスト、ウェブサイト運営者

### その他
- 青木弘司 (建築家)
- 木村博之 - サッカー審判員
- 近藤恒夫 - 社会運動家
- 灘麻太郎 - プロ雀士
- 鎌田孝 - ソムリエ
- ラメリィ - YouTuber（ゲーム実況者、歌い手）
- 田中富広 - 世界平和統一家庭連合日本教会第14世会長